# Heinz-Nixdorf-Berufskolleg
Das Heinz-Nixdorf-Berufskolleg für Elektrotechnik, Informations- und Telekommunikationstechnik der Stadt Essen, kurz HNBK, vormals Schule für Elektrotechnik, ist ein Berufskolleg im Essener Stadtteil Frohnhausen.

## Allgemeine Informationen über das HNBK
Mit der langfristig angelegten Umstrukturierung des Berufskollegs im Jahr 1995 wurde zugleich ein Namenspatron gesucht. Einstimmig entschied sich die Lehrer- und Schülerschaft für den Computerpionier Heinz Nixdorf, was 1999 zu einem Beschluss der Schulkonferenz mit Zustimmung der Familie Nixdorf und des Schulausschusses führte. Das Kolleg wird von über 2400 Schülern besucht, die von 87 Lehrkräften unterrichtet werden. Der seit 1985 bestehende Förderkreis Heinz-Nixdorf-Berufskolleg Essen e. V., kurz FHNBK, erstellt und verbreitet Werbematerial, stellt schulische Anschaffungswünsche zusammen und kauft besonderes Lern- und Lehrmaterial, wie beispielsweise Übungsgeräte für Übertragungstechniken.

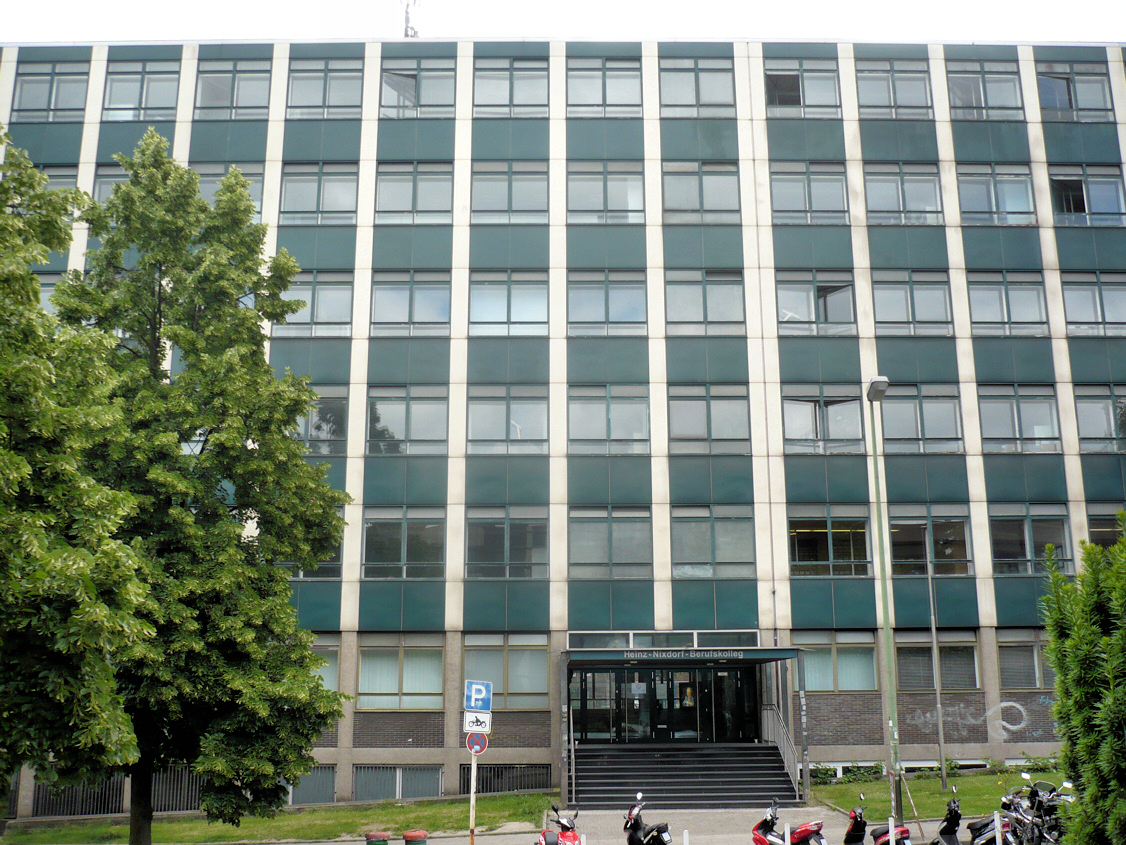
Ansicht des HNBK vor der Generalsanierung (2009) von der Dahnstraße

Ausgehend von einer ursprünglich gedachten Fenster- und Fassadenrenovierung wurden ab 2013 große Mängel an dem 1971 errichteten Gebäude festgestellt, die eine umfangreiche Generalsanierung notwendig machten. Im April 2015 wurde mit den praktischen Arbeiten begonnen. Der Abschluss der Arbeiten war zunächst für das Jahr 2018 geplant. Die Gesamtkosten werden mit knapp 20 Millionen Euro angegeben. Da bei laufendem Unterrichtsbetrieb saniert wurde, befanden sich während der Bauzeit einige Bildungsgänge im Gebäude der auslaufenden Gesamtschule Essen-Süd an der Frankenstraße. Im Sommer 2017 konnte der erste von drei sanierten Gebäudeteilen bezogen werden, im Sommer 2019 folgten das zweite und im Sommer 2021 das letzte Drittel.
Im Februar 2025 wurde auf dem Dach des Heinz-Nixdorf-Berufskollegs eine Solaranlage in Betrieb genommen. Als Teil der Reallabore der Energiewende SmartQuart besteht sie aus 170 Modulen mit einer Gesamtleistung von 75 kWp. Sie wird im Rahmen des Energieforschungsprogramms der Bundesregierung gefördert.

## Bildungsgänge des HNBK
Unter dem Dach des HNBK vereinen sich die Bildungsgänge Berufsschule (IT, Elektrotechnik Industrie, Elektrotechnik Handwerk), Berufsfachschule, Höhere Berufsfachschule, Fachoberschule, Fachschule und Technisches Gymnasium. Fachlicher Schwerpunkte bei allen Bildungsgängen am HNBK sind Elektrotechnik und Informationstechnik.

### Bildungsgänge der Berufsschule
In der Berufsschule finden sich die Fachklassen des dualen Systems. Folgende Ausbildungsberufe werden (Stand Januar 2025) am HNBK unterrichtet:

#### IT-Berufe
- Fachinformatiker/Fachinformatikerin mit den Fachrichtungen
  - Anwendungsentwicklung
  - Systemintegration
  - Daten- und Prozessanalyse
  - digitale Vernetzung
- IT-System-Elektroniker/-in
- Kaufmann/Kauffrau für IT-System-Management
- Kaufmann/Kauffrau für Digitalisierungsmanagement

#### Elektroberufe Industrie
- Elektroniker/-in für Betriebstechnik
- Elektroniker/-in für Automatisierungstechnik
- Elektroniker/-in für Informations- und Systemtechnik
- Mechatroniker/-in

#### Elektroberufe Handwerk
- Elektroniker/-in Fachrichtung Energie- und Gebäudetechnik
- Elektroniker Fachrichtung Automatisierungs- und Systemtechnik

### Bildungsgänge der Höheren Berufsfachschule, der Fachschule und der Fachoberschule
Die Bildungsgänge der Berufsfachschule, der Höheren Berufsfachschule und der Fachschule umfassen ein- bis dreijährige (in Teilzeitform auch vierjährige) Bildungsgänge. Es besteht, je nach Schultyp, die Möglichkeit die Allgemeine Fachhochschulreife (Fachabitur), bzw. die Allgemeine Hochschulreife (Abitur) zu erwerben, alle mit einem fachlichen Schwerpunkten in der Informationstechnik oder Elektrotechnik.